# 國立西北大學
中華民國歷史上前后有兩所國立西北大學。

## 第一所
這一所的前身是陝西大學堂，後身是陕西省立高級中學。
1912年3月，时任陕西大都督的张凤翙，把陝西高等學堂（原陝西大學堂）、陝西法政學堂、陝西實業學堂、陝西農業學堂、关中法政大学和陕西客籍学堂等学校合併為西北大學。1915年西北大學停办，改為法政專門學校。1924年時任陝西省長監督軍的劉鎮華，一生戎馬，南征北戰，但重視知識，提倡教育，將法政專門學校和商業學校、水利道路工程專門學校合併為國立西北大學。1927年國立西北大學變成西安中山學院，随后又改名西安中山大学。1931年西安中山大學變成陕西省立高級中學。

## 第二所
這一所的前身是国立西安臨時大學，如今西北大學、西安醫科大學、西北工業大學、西北農林科技大學等校皆奉為其起源。
1937年成立的西安臨時大學於1938年分出國立西北工學院、國立西北農學院、其余部份改稱國立西北聯合大學， 1939年分出國立西北醫學院（一度併回，1950再度分出）、國立西北師範學院，其余部份改稱國立西北大學(第二所)，具有文、法、理學院。1952年法學院分出组建西北政法学院，西北大學變成文理科大學。